# Socker & synder
Socker & synder är ett studioalbum från 2002 av Staffan Hellstrand.
Med Socker & synder utökade Hellstrand sitt samarbete med musikprogrammeraren Charlie Storm, som även medverkade på hans föregående studioalbum Underbarn. Storm gav ljudbilden en mer elektronisk inriktning, men vanliga instrument  dominerar på vissa spår. Låtarna "15-15-16", "Brännmaneter"  och "Sally vill vara jag"  utkom även som singlar.

## Låtlista
Musik och text av Staffan Hellstrand.
| Nr  | Titel                | Längd | Notering                                 |
| --- | -------------------- | ----- | ---------------------------------------- |
| 1.  | Sally vill vara jag  | 4:12  |                                          |
| 2.  | Brännmaneter         | 5:20  |                                          |
| 3.  | Elfte våningen       | 4:19  | övergår i solosång framförd av Tara Aziz |
| 4.  | En sån där Viveka    | 2:45  |                                          |
| 5.  | Vi ska ta det        | 3:58  |                                          |
| 6.  | Jag hoppas           | 2:14  |                                          |
| 7.  | 15-15-16             | 3:59  |                                          |
| 8.  | Kaprifol & vintersol | 3:53  |                                          |
| 9.  | Andas nu             | 3:54  |                                          |
| 10. | Socker & synder      | 3:42  |                                          |
| 11. | Månljus              | 4:59  |                                          |

## Medverkande
- Staffan Hellstrand: sång, ej specificerade instrument
- Charlie Storm: programmering

- Tara Aziz: sång
- Fredrik Blank: gitarr, e-bow, kör
- Jörgen Cremonese: akustisk gitarr
- Isabel De Lescano: kör, recitation
- Lotta Johansson: fiol
- Jonas Lundberg: trummor
- Margareta Nilsson: harpa
- Idde Schultz: kör
- Conny Städe: trummor

## Listplaceringar
| Lista (2002) | Position |
| ------------ | -------- |
| Sverige      | 55       |

### Fotnoter
1. ↑  Information i Svensk mediedatabas.
2. ↑  Information i Svensk mediedatabas.
3. ↑  Information i Svensk mediedatabas.
4. ↑  Information i Svensk mediedatabas.
5. ↑  Listplacering